# Переяславский полк Войска Запорожского
Перея́славский полк — административно-территориальная и военная единица Гетманщины в XVII—XVIII веках. Полк возник не позднее 1625 года. Полковой центр — город Переяслав.

## История
Воинские (казачьи) подразделения, сформированные из христиан-степняков Поднепровья самоназваний «казак» и «русин» на территории Переяславского староства, упоминаются уже в 1585 году в связи с князем Василием-Константином Острожским, разместившим их на основании привилея короля Стефана Батория.
Согласно «Ординации Войска Запорожского» 1638 года Переяславский казачий реестровый полк состоял из 10 сотен. По реестру 1649 года в полку уже насчитывалось 19 сотен, а полк насчитывал 2982 казака. Впоследствии численность сотен в полку менялась. В 1654 году несколько сотен были переведены в Киевский полк, в 1663 и 1667 годах в состав полка вошли сотни из Каневского, Черкасского и Ирклиевского полков.
По ревизии 1723 года полк состоял из 17 сотен, которые в целом насчитывали 2188 единиц пехоты и 4512 кавалерии. В 1782 году полк был расформирован, а территории сотен вошли в состав уездов Киевского наместничества.

## Военно-административное деление

### Переяславские сотни
О количестве переяславских сотен в ранний период истории полка данных нет. По реестру 1649 года в полку было пять сотен. В конце XVII — начале XVIII веков в составе полка упоминаются только две сотни. В 1755 году в Первой сотне насчитывалось 168 выборных казаков, 69 — новонабранных и 271 — помощников; во Второй сотне — 278 выборных казаков, 62 — новонабранных, 429 — помощников. В 1755 году гетман Кирилл Разумовский из состава двух сотен создал третью сотню.

### Басанская сотня
В состав сотни входил города Басань, Быков и сёла: Круполье, Бригинцы, Усовка, Старый Быков, Красное, Козацкое, Белоцерковка, Старая Басань, Веприк, Озеряны, Осовец, Згуровка, Петровка, Вороньки, Щасновка, Оржица, Николаевка.

### Барышевская сотня
В состав входили: Барышевка, Рудницкое, Волошиновка, Селище, Ядловка, Коржи, Власевка, Малая Старица, Дернёвка, Селичевка, Марозовка, Песочная, Сезенков, Бзов, Лебедин, Кучаков, Пасечная, Сулимовка.

### Вороньковская сотня
В состав входили: Вороньков, Рогозов, Кийлов

### Гельмязовская сотня
В состав входили город Гельмязов и сёла: Нехайки, Горбани, Чопилки, Плешкани, Каленики, Жерноклевы, Беспальче, Богданы, Коврай, Подставки, Золотоношка.

### Трахтемировская сотня
Переведена из состава Каневского полка в 1667 году.
Состав: город Трахтемиров и сёла Козинцы, Стовпяги, Городище, Комаровка, Подсенное, Ячники, Вьюнище, Андруши, Карань, Полуботковская слобода.

### Леплявская сотня
Переведена из состава Каневского полка в 1667 году.
Состав: город Лепляво и сёла Келеберда, Решитки.

### Бубновская сотня
Переведена из состава Каневского полка в 1667 году.
Состав: местечко Бубнов и сёла Прохоровка, Сушки, Бубновская Слободка.

### Песчанская сотня
Переведена из состава Черкасского полка в 1667 году.
Состав: город Песчаное и сёла Шабельники, Новая Гребля.

### Дамонтовская сотня
Переведена из состава Черкасского полка в 1667 году.
Состав: местечко Домантов и сёла Дмитровка, Коробовка, Матвеевка, хутор Бурдоносов.

### Золотоношская сотня
Переведена из состава Черкасского полка в 1667 году.
Состав: город Золотоноша и сёла Липовское, Ковтуны, Антоновка, Драбовцы, Богуславец, Николаевка, Мицаловка, Сеньковцы, Ольхи, Деркачовка, Ильвовка, Великий Хутор, Вознесенское, Хрущовка, Кривоносовка, Башковщина, Лукашовка.

### Кропивненская сотня
Переведена из состава Кропивненского (Ирклиевского) полка в 1663 году.
Состав: город Кропивна, сёла Щербиновка, Крупское, Деньги, Панское, Чеховка, Богушкова Слободка, Богодуховка, Чернобай, слободки Дубинка и Залеское.

### Ирклиевская сотня
Переведена из состава Кропивненского (Ирклиевского) полка в 1663 году.
Состав: город Ирклиев и сёла Коврай, Москаленки, Васютинцы, Пищики, Бузки, Демки, Мойсенцы, Самовище (Самовица), Скородистка, Митки.

### Каневецкая сотня
Сёла Великие Каневцы, Малые Каневцы, Лихолиты, Ревбинцы, Крутьки, Воронинцы, Мельники.

### Яготинская сотня
Город Яготин.
http://shron1.chtyvo.org.ua/Kryvosheia_Volodymyr/Narysy_istorii_Kyivschyny_periodu_kozatstva_Yahotyn.pdf
Книга о козачьих родах Яготинской сотни.

### Бориспольская сотня
Город Борисполь, село Княжичи.

### Березанская сотня
Город Березань, село Войтово.

## Полковники
Переяславские полковники в хронологическом порядке:
1. Ильяш Караимович — полковник реестрового Переяславского полка Королевства Польского
2. Пётр Головацкий — наказной полковник с июля 1648 до 28 июня 1649 года, погиб в Берестецкой битве
3. Яков Романенко — наказной полковник в октябре 1648 года
4. Фёдор Лобода − полковник с марта 1649 до августа 1651 года, генеральный судья
5. Андрей Романенко − наказной полковник с февраля до мая 1649 года
6. Герасим Яцкевич − полковник в марте 1651 года
7. Яким Самко − полковник с 1652 года до ?
8. Богдан Колющенко − полковник с марта 1652 до июня 1653 года
9. Иван Сулима − полковник с июня 1653 года до ?, казнен по приказу гетмана Ивана Выговского
10. Степан Сулима − наказной полковник в июне 1653 года
11. Затуновский − наказной полковник в июле 1653 года
12. Павел Тетеря − полковник с июля 1653 до 1657 года
13. Стефан Калиниченко − наказной полковник 10 июня 1654 года
14. Иван Колюбака − полковник в августе 1658 года, казнен по приказу гетмана Ивана Выговского
15. Стефан Чючар − полковник с сентября 1658 года до ?
16. Тимофей Цецюра − полковник с сентября 1659 до августа 1660 года
17. Богдан Колющенко − наказной полковник в 1659 году
18. Михаил Крыса − полковник около 1660 года
19. Фёдор Сулима − полковник в 1661 году
20. Яким Самко − полковник с 9 сентября 1660 до 1662 года
21. Афанасий Щуровский − наказной полковник в апреле 1662, полковник с июня 1662 до июня 1663 года
22. Даннил Ермалаенко − полковник с октября 1663 до 1666 года
23. Максим Хоменко − полковник в 1666 году
24. Андрей Романенко − наказной полковник в 1665 и в октябре 1666 года
25. Родион Думитрашко − полковник в 1666 году, наказной гетман Войска Запорожского
26. Аврам − наказной полковник (?) с марта 1667 до 1671
27. Иван Момот − наказной полковник в марте 1669 года
28. Родион Думитрашко − полковник в апреле 1671
29. Константин Стриевский − полковник с 1671 до марта 1672
30. Елевферий Максименко − наказной полковник в июне 1672 года
31. Родион Думитрашко − полковник в 1672—1674
32. Войца Сербин − наказной полковник в июне 1674 года
33. Семён Жученко − наказной полковник в январе 1675 года
34. Войца Сербин − полковник с января 1675 до марта 1677
35. Иван Берло − наказной полковник в сентябре 1676 года
36. Иван Лысенко − полковник с июля 1677 до января 1679 года
37. Иван Момот − наказной полковник в 1669 году
38. Максим Хоменко − наказной полковник в сентябре 1676 и июле 1678 года
39. Войца Сербин − полковник с февраля 1679 до 1683 года
40. Леонтий Полуботок − наказной полковник в январе 1683, полковник в 1683—1687 годах
41. Родион Думитрашко − полковник с июля 1687 до июня 1688
42. Яким Головченко − полковник в 1688—1689
43. Леонтий Полуботок − полковник с июля 1689 до февраля 1690
44. Иван Лысенко − полковник с мая 1690 до февраля 1692
45. Иван Мирович − полковник в 1692—1706 годах
46. Иван Момот − наказной полковник в 1693 году
47. Фёдор Дараган − наказной полковник в августе 1697 года
48. Василий Максимович − наказной полковник в 1698 году
49. Иван Искра − наказной полковник в 1700 году
50. Иван Берло − наказной полковник в 1704 году
51. Михаил Гамалия − наказной полковник в 1705 году
52. Стефан Томара − наказной полковник в 1706—1708, полковник в 1708—1715
53. Василий Томара − наказной полковник в октябре 1715
54. Иван, Гулак − наказной полковник в 1715
55. Иван Сулима − наказной полковник в 1715—1721 годах
56. Лукаш Коломейченко − наказной полковник в 1721 и 1723
57. Антон Черушинский − наказной полковник в 1722—1723
58. Иван Кирпич − наказной полковник в 1721 и 1723
59. Карпека − наказной полковник в 1724 году.
60. Стефан Афендик − наказной полковник в 1724—1726
61. Василий Танский − полковник в 1726—1730
62. Лукаш Коломейченко − наказной полковник в 1729
63. Певел Ракович − наказной полковник в 1730
64. Василий Томара − наказной полковник в 1730—1732 и в 1735—1736
65. Михаил Богданов − полковник в 1736—1738
66. Семён Сулима − полковник в 1739—1766
67. Григорий Иваненко − полковник в 1768—1782